# 法蘭斯峰
67°39′S 50°25′E / 67.650°S 50.417°E
法蘭斯峰是南極洲的山峰群，位於恩德比地，屬於斯科特山脈的一部分，該山峰根據澳大利亞探險隊的空中照片被繪入地圖，以莫森站的物理學家命名。